# Juan Fernández de Velasco Sarmiento
Juan Fernández de Velasco Sarmiento (1368-Tordesillas, septiembre de 1418), fue camarero mayor del rey Fernando I de Aragón e hijo del magnate castellano Pedro Fernández de Velasco y María Sarmiento. De su matrimonio con María de Solier desciende la estirpe de los Velasco condestables de Castilla.

## Vida
Heredero de un gran patrimonio formado por su padre en el norte de Castilla, fue un personaje clave en la regencia de Enrique III y de la regencia de Juan II, con Diego López de Estúñiga Participó en la campaña de Granada que fracasó por culpa de su rivalidad con Fernando, regente de Castilla y rey de Aragón que desembocaría en junio de 1408, en una contienda por las calles de Segovia que les obligará a refugiarse en Hita.
Consiguió recuperar los favores de la viuda Catalina de Lancaster, estableciendo un Consejo de Gobierno más colegial, en conformidad con el testamento de Enrique III. Participó en el asedio de Setenil de 1407 y conquistó finalmente Antequera en 1410 que sirvió fundamentalmente para prestigiar a Fernando I de Aragón, el primer monarca aragonés de la Casa de Trastámara. Formó parte del séquito castellano que asistió a la ceremonia de la coronación de Fernando como rey de Aragón en 1414. Fue camarero mayor y personaje de máxima confianza del rey hasta su muerte en 1418.

## Matrimonio y descendencia
Contrajo matrimonio con María de Solier y de Meneses, hija  Arnao de Solier, un noble francés, señor de Villalpando, Siruela y Marchenilla, y de su esposa María Alfonso de Meneses. Fueron los padres de:
- Pedro Fernández de Velasco, futuro conde de Haro y heredero principal del mayorazgo de la casa de Velasco.[1]

- Juan Fernández de Velasco y Solier.[1]

- Sancha de Velasco y Solier,[5] mencionada en el codicilio de su padre quien le dejó 12 000 florines de oro para su casamiento con Fadrique Enríquez, almirante de Castilla,[6] sin sucesión.[5]

- Fernando de Velasco y Solier,[1] señor de Siruela y de Salinas, casó en 1426 con Leonor Carrillo de Mendoza y Lasso de la Vega, señora de Cervera y Pernia, hija de Álvaro Carrillo de Albornoz, señor de Ocentejo y Cañamares, y de Teresa de Mendoza de la Vega, hermana del I marqués de Santillana.[4] Fueron los padres de siete hijos, entre ellos, Juan de Velasco, I conde de Siruela y Pedro de Velasco y Carrillo, II señor de Salinas del Río Pisuerga y Casas del Carrión.[4]

- Sancho de Velasco, falleció en la infancia. Cuando su padre otorgó un codicilio en 1418, dice que era uno de los tres hijos que tuvo de su esposa María después de haber otorgado testamento en 1414.[6]

- Diego de Velasco, nacido después que su padre otorgara su testamento en 1414 y antes de 1418 cuando otorgó un codicilio.[6]

- Alonso de Velasco,[1] señor de Gandul y Marchenilla, también nació después que su padre otorgara su testamento.[6]

Tuvo una hija ilegítima:
- María de Velasco, casada con Pedro González de Agüero.[5]